# Albert Hemelman
Albert Hemelman (Neede, 7 januari 1883 – Amsterdam, 25 januari 1951) was een Nederlandse graficus, kunstschilder, tekenaar, etser, boekbandontwerper, en lithograaf.
Hij was een van de drie zoons van Antoine Hemelman en Berendina Willink. Zijn vader was smid en de bedoeling was dat hij en zijn twee oudere broers ook smid zouden worden. Albert wilde echter kunstschilder worden en koos voor een artistieke opleiding.
Zijn opleiding genoot hij in 1905 aan de Rijksnormaalschool voor Kunstnijverheid en van 1908 tot 1909 aan de Rijksakademie van beeldende kunsten beide in Amsterdam. Hij was een leerling van Pieter Dupont, Klaas van Leeuwen, George Sturm en Nicolaas van der Waay.
Hij werkte in Amsterdam van 1902 tot 1951 en heeft ook gewerkt in Noorwegen, IJsland en Spitsbergen.
Zijn onderwerpen betroffen havengezichten, industriële landschappen, landschappen, stadsgezichten en stillevens. Hij ontwierp ook affiches en kalenders. Albert Hemelman schilderde grote oceaan stomers en deze werken trokken de aandacht van Nederlandse kunstkopers en zij bezorgden hem verschillende opdrachten. Tot zijn belangrijkste klanten behoorden de Koninklijke Hollandsche Lloyd en de Amro-Bank in Amsterdam.
Hij was lid van de Vereeniging Sint Lucas en Arti et Amicitiae beide in Amsterdam. Hij was leraar van Henk Henriët.
- Biografisch Portaal: 53057462
- International Standard Name Identifier: 0000 0000 6903 6096
- Nederlandse Thesaurus van Auteursnamen: 07325746X
- RKD-Nederlands Instituut voor Kunstgeschiedenis: 37329
- Union List of Artist Names: 500067100
- Virtual International Authority File: 96144827
- WorldCat: E39PBJh8J4RXHkccyT3dCb8t8C